# تيد كوردي
ثيودور "تيد" كوردي (بالإنجليزية: Ted Corday) (8 مايو 1908 – 23 يوليو 1966) كان منتجًا ومخرجًا تلفزيونيًا كنديًا أمريكيًا، ويُعرف بكونه أحد المبدعين المشاركين في تطوير المسلسلات الدرامية اليومية (أوبرا الصابون) لصالح شبكة إن بي سي، وعلى رأسها المسلسل الشهير Days of Our Lives.

## حياته ومسيرته
ولد كوردي في كندا عام 1908، وانتقل لاحقًا إلى الولايات المتحدة حيث بنى مسيرته المهنية في مجال الإنتاج التلفزيوني. بدأ حياته المهنية في الإخراج والإنتاج الإذاعي، قبل أن ينتقل إلى التلفزيون في خمسينيات القرن العشرين.
عمل في إنتاج عدد من المسلسلات الناجحة، وكان له دور كبير في تشكيل الأسلوب السردي لأعمال "أوبرا الصابون" الأميركية خلال منتصف القرن العشرين.

## Days of Our Lives
في عام 1965، شارك كوردي في إنشاء المسلسل الدرامي الأمريكي الطويل Days of Our Lives لصالح شبكة NBC، بالاشتراك مع زوجته بيتي كوردي. أصبح المسلسل من أشهر الأعمال في تاريخ الدراما الأميركية واستمر لعقود طويلة بعد وفاته.

## العائلة والتعاون المهني
كان تيد كوردي متزوجًا من بيتي كوردي، وهي أيضًا منتجة تلفزيونية بارزة، وقد شاركته في تطوير وإنتاج عدد من أعمال "أوبرا الصابون"، وعلى رأسها مسلسل Days of Our Lives. بعد وفاته، تولّت بيتي مسؤولية مواصلة إنتاج المسلسل، وحافظت على نجاحه لعدة سنوات.
كما واصل ابنهما كين كوردي المسيرة العائلية في مجال الإنتاج التلفزيوني، وأصبح لاحقًا المنتج التنفيذي لمسلسل Days of Our Lives، محافظًا بذلك على إرث عائلة كوردي في مجال الدراما التلفزيونية الأميركية.

## وفاته والإرث
توفي تيد كوردي في 23 يوليو 1966 عن عمر ناهز 58 عامًا، بعد أقل من عام على إطلاق مسلسل Days of Our Lives. وقد واصل ابنه، كين كوردي، إرث والده من خلال العمل كمنتج تنفيذي للمسلسل لعقود لاحقة.